# Wolf Prager
Wolf Prager (* um 1520; † 11. Juli 1579 in Freiberg) war Ratsherr und Bürgermeister daselbst.

## Leben
Wolf Prager war zwischen 1546 und 1555 kursächsischer Kammermeister am Hofe des Churfürsten August in Dresden und wurde 1555 von diesem als Zehntner nach Freiberg bestellt.
1556 war er Ratsherr und zwischen 1567 und 1579 fünfmal regierender Bürgermeister von Freiberg.
Von Kaiser Maximilian II. erhielten er und seine Nachkommen 1570 ein eigenes Wappen. Dieses fand man auch am Eckhaus Nr. 293 des Freiberger Obermarktes mit dem Standbild eines Bergmanns.
Für ihn und seinen Enkel Hans Prager wurde auch eine Münze geprägt.